# Hugo Moro
Hugo Moro (* 17. Februar 1865 in Villach; † 20. Juni 1954 ebenda) war ein österreichischer Pädagoge und Mundartdichter.

## Leben
Hugo Moro, Sohn eines aus Karnien gebürtigen Kaufmanns, absolvierte die Lehrerbildungsanstalt in Laibach. 1884 trat er in den Kärntner Schuldienst ein. 1894 wurde der erst 29-Jährige zum Bezirksschulinspektor von Hermagor ernannt. 1903 wurde Moro in gleicher Funktion nach Villach versetzt, bevor er 1925 pensioniert wurde.
In der Folge wirkte er viele Jahre als Mitglied des Gemeinderates, Obmann des Schul-, Theater- und Musikausschusses sowie als Korrespondent der Zentralkommission für Kunst- und historische Denkmäler. Der mit dem Titel Regierungsrat geehrte Hugo Moro erhielt 1952 die Ehrenbürgerschaft der Stadt Villach.
Hugo Moro war mit Marie geborene Rieder verheiratet. Mit ihr hatte er zwei Töchter, die Lehrerinnen wurden, sowie zwei Söhne, nämlich den Volkskundler Oswin und den Historiker Gotbert Moro. Er verstarb am 20. Juni 1954 in seinem 90. Lebensjahr und wurde auf dem Villacher Waldfriedhof beigesetzt.
Moro verfasste Gedichte in Kärntner Mundart, erschienen in zahlreichen Zeitschriften, Anthologien und Jahrbüchern. Moro pflegte freundschaftliche Kontakte zu Peter Rosegger, zum Dialektforscher Primus Lessiak sowie zu Thomas Koschat, der einige Texte von ihm vertonte.

## Werke
- Herausgeber: Das Gailthal mit dem Gitsch- und Lessachthale in Kärnten, Comité der Gailthalbahn, 1894
- Herausgeber: Karntnarisch! Hoamatliedlan und lustige Stücklan, 1932
- Herausgeber: Kärntischer Lehrercalender
- Heimatlied: Ausn tiafastn Herzn, vertont von Justinus Mulle
- Heimatlied: Lei dir ghear is ån, vertont von Justinus Mulle
- Heimatlied: Mei Karntn, mei Hamat, vertont von Thomas Koschat